# Walter Hildmann
Walter Hildmann (* 19. Dezember 1910 in Herrnsheim/Unterfranken; † 28. Mai 1940 bei Abbeville/Picardie, Frankreich) war ein deutscher Theologe und Vikar.

## Leben
Walter Hildmann war der Sohn des evangelisch-lutherischen Pfarrers Otto Hildmann und dessen Ehefrau Johanna, geb. Weger, und das vierte von neun Kindern. Nach seinem theologischen Studium und einer Vikariatszeit in der St.-Ulrichs-Gemeinde in Augsburg kam er als Katechet in die Christuskirche nach München-Neuhausen und nach seiner Ordination über Starnberg nach Gauting, wo er von 1936 bis 1939 als Seelsorger wirkte. Walter Hildmann gehört zu den Geistlichen der bayerischen Landeskirche, die ihre Stimme gegen das Unrechtsregime der Nationalsozialisten erhoben haben und die unbeirrt für ihre Glaubensüberzeugung eingetreten sind. 1938 geriet er ins Visier der Gestapo, 1939 wurde er zur Wehrmacht einberufen und fiel im folgenden Jahr.

## Benennung
Nach ihm wurde das in den 1990er Jahren gebaute Gemeindehaus der Evangelischen Christuskirche in Gauting benannt, als Zeichen für Aufrichtigkeit, Entschlossenheit und Mut und als Botschaft, nationalen Extremismus auch ansatzweise nie wieder zuzulassen und sich für Freiheit, Demokratie und Gerechtigkeit einzusetzen.